# Dournon
Dournon település Franciaországban, Jura megyében. Lakosainak száma 140 fő (2022. január 1.). Dournon Villeneuve-d’Amont, Lemuy, Arc-sous-Montenot, Sainte-Anne és Cernans községekkel határos.

## Népesség
A település népességének változása:
| Lakosok száma | 100  | 113  | 122  | 112  | 128  | 134  | 140  | 139  | 139  | 140  |
|               | 1968 | 1982 | 1990 | 2006 | 2013 | 2015 | 2017 | 2019 | 2020 | 2022 |